# Karya Makmur VIII
Karya Makmur VIII is een bestuurslaag in het regentschap Ogan Komering Ulu van de provincie Zuid-Sumatra, Indonesië. Karya Makmur VIII telt 2524 inwoners (volkstelling 2010).